# کریپتومنسیا
کریپتومنِسیا یا نواِنگاریِ خاطره (به انگلیسی: cryptomnesia)، زمانی اتفاق می‌افتد که یک خاطره فراموش شده، بدون اینکه توسط فرد به عنوان خاطره شناخته شود، دوباره برگشته و فاعل فکر می‌کند که یک چیز جدید و بدیع است. این یک نوع خطای حافظه است که فرد یک فکر، ایده، آهنگ، نام یا لطیفه‌ای را بخاطر می‌آورد و آنرا دستبرد فکری قلمداد نکرده بلکه این خاطره را به عنوان الهام جدیدی تجربه می‌نماید.

## استفاده اولیه
کریپتومنسیا اولین بار در ۱۸۷۴ میلادی توسط رابطی به نام استینتون موسز مستند گردید.
این کلمه اولین بار توسط روانپزشکی به نام تیودور فلورنوی،‏ در اشاره به پروندهٔ رابطی (مدیوم) به نام هلن اسمیت (کترین-الیسی مولر)، و برای اشاره به وقوع مکرر سایکیزم به کار رفت: «خاطراتی که در رابط نهفته‌است ظاهر گردیده و بعضاً بوسیله قوه تصور یا استدلال غیر آگاهانه کاملاً تغییر داده می‌شود، و این عمل اکثراً در رویاهای عادی ما اتفاق می‌افتد».
کارل گوستاو یونگ پایان‌نامه دکترای خود با عنوان «روان‌شناسی و آسیب‌شناسی پدیده‌های به اصطلاح نا معلوم» (1902 میلادی) را پیرامون همین موضوع نوشت و همچنین در یک مقاله که تحت عنوان «کریپتومنسیا» در (۱۹۰۵ میلادی) نوشت به این پدیده در کتاب «چنین گفت زردشت» اثر فردریش نیچه اشاره کرد. در رابطه به اصیل بودن نوآوری وی، می‌توان گفت که گیزی دوکس، ساندور فرنکزی، ویلیم استکل و همچنین زیگموند فروید نیز به این نظریه پرداخته یا آنرا تذکر داده‌اند.
کلمه کریپتومنسیا ترکیبی از دو واژه یونانی کریپتوس (مخفی، پنهانی، راز) و منسیا (خاطره) است.

## تحقیقات تجربی
در نخستین مطالعه تجربی از کریپتومنسیا، یک گروه از افراد به نوبت دسته‌ای از مثال‌ها (مانند، انواع پرندگان: طوطی، قناری و …) ارایه کردند. بعدتر از آنها خواسته شد تا از عین دسته مثال‌های جدید که قبلاً گفته نشده باشند را ارایه کنند، و همچنین کلماتی را که شخصاً خودشان ارایه کردند را نیز بازگو نمایند. افراد با ارایه دوباره افکار یک شخص دیگر یا اشتباه قلمداد کردن فکر یک شخص دیگر به عنوان فکر خود، در حدود ۳–۹٪ دفعات به صورت غیرعمدی دستبرد فکری را مرتکب شدند. اثرات مشابهی در فعالیت‌های دیگری همچون معماهای جستجوی کلمات و در جلسات طوفان ذهنی جمعی نیز تکرار گردیده‌است.
تحقیقات بین دو نوع از کرپتومنسیا، گرچه اغلب یکجا مطالعه می‌شوند، فرق قایل شده‌است: فرق میان این دو نوع دستبرد فکری در علت خطایی است که باعث این دستبرد می‌گردد، به‌طور ویژه این که آیا این‌ها افکار فراموش شده‌ای اند یا خودد متفکر فراموش شده‌است؟ نوع اول خیلی آشنا است. کسی که دستبردی انجام می‌دهد، ایده‌ای را که قبلاً بیان شده را باز تولید می‌کند، اما بر این باور است که این ایده از خلاقیت خود وی نشأت گرفته. این ایده می‌تواند ایده یک شخص دیگر، یا ایده خود شخص در زمان گذشته باشد. بی‌اف اسکینر تجربه خود از خود-دستبرد فکری را بیان می‌دارد:
یکی از ناامید کننده‌ترین تجربیات دوران پیری این است که شما یک ایده بسیار قابل توجه که به زیباترین نحو تشریح شده‌است را کشف می‌کنید، اما بعد در می‌یابید که این ایده بسیار قبل‌تر توسط خود شما به چاپ رسیده‌است.
نوع دوم کریپتومنسیا نتیجه یک خطای نویسندگی است که شخص ایده‌های دیگران را به عنوان ایده خود بخاطر می‌آورد. در این حالت، شخصی که دستبرد فکری را انجام می‌دهد به وضوح می‌داند که این ایده از یک زمان قبل است، اما اصالت این ایده را به صورت نادرست بخاطر می‌آورد (یا بعد از فراموش کردن خاطره نوشتن آن یا شنیدن آن در محاوره، فرض می‌کند این ایده به عنوان یک ایده اصلی به دستبرد کننده آمده‌است). اصطلاحات زیادی برای تفکیک این دو نوع دستبردعلمی بکار برده شده‌است. «فراموشی وقوع» در مقابل «فراموشی منبع» و «خطاهای تولید» در مقابل «خطاهای تشخیص، ظاهراً این دو نوع کریپتومنسیا از هم مستقل هستند. هیچ ارتباطی میان نرخ‌های خطا پیدا نشده و این دو نوع خطا بوسیله عوامل مختلفی ایجاد می‌شوند.

## علل
احتمال وقوع کریپتومنسیا بیشتر زمانی محتمل است که توانایی نظارت درست از منابع دچار نقص گردد. به عنوان مثال، احتمال اینکه مردم ایده‌های دیگران را ایده خود بپندارند زمانی بیشتر محتمل است که زمانی که این ایده برای اولین بار به آنها دست می‌دهد، تحت بار سنگین شناختی قرار گیرند. دستبرد فکری وقتی افزایش می‌یابد که مردم از منبع اصلی ایده دور باشند و زمانی کاهش می‌یابد که به اشتراک کنندگان بصورت واضح دستور داده شود تا به منبع ایده توجه نمایند. همچنین، ادعاهای کاذب در میان ایده‌هایی که در اصل توسط افراد هم-جنس پیشنهاد شده‌است بیشتر متداول است، احتمالاً به این علت که شباهت ادراکی یک شخص به همجنس وی، مشکل منبع را تشدید می‌نماید. همچنین برخی دیگر از مطالعات دریافته اند که زمانبندی ایده نیز مهم است: اگر قبل از اینکه خود شخص ایده‌ای را ارایه کند، شخص دیگری یک ایده را ارایه نماید، احتمال اینکه ایده آن شخص دیگر به عنوان ایده خود فرد ادعا شود بیشتر است، ظاهراً به این دلیل که شخص بسیار غرق در آماده شدن برای نوبت خود است تا به صورت درست اطلاعات منبع را بررسی کند.

## ارزش
آنگونه که توسط کارل یونگ در مرد و نمادهایش، تشریح گردید: «ممکن است یک نویسنده طبق یک نقشه از قبل طراحی شده در حال نوشتن باشد، در حال کار روی یک برهان یا در حال تهیه خطی از یک داستان باشد که ناگهان از موضوع خارج شود. شاید یک ایده تازه به او دست داده باشد، یا یک تصویر مجزا، یا یک داستان فرعی کاملاً جدید. اگر از وی بپرسید چه چیزی باعث این انحراف شده‌است، او قادر نخواهد بود به شما پاسخ دهد. شاید حتی این تغییر را اصلاً احساس هم نکرده باشد، با این که حالا مطالبی را تهیه نموده که کاملاً برایش تازگی دارد و قبلاً هم در مورد آن نمی‌دانسته‌است. اما بعضی اوقات بصورت خیلی قانع کننده به وی نشان داده می‌شود که کارش شباهت بسیار نزدیکی به اثر نویسندهٔ دیگری دارد – اثری که به باور او تا حالا هیچگاهی ندیده‌است.»
داستان خورخه لوئیس بورخس، «پیر مینارد، نویسنده دون کیشوت» ، یک اجرای فرا داستانی از کریپتومنسیا است. این کار به شکل بررسی یا نقد ادبی در مورد پیر مینارد (که تخیلی است) نوشته شده‌است. این کتاب با معرفی کوتاه و فهرستی از تمامی کارهای مینارد آغاز می‌شود.
«مرور» انجام شده توسط بورخس نشان می‌دهد که این نویسنده فرانسوی قرن بیستم تلاش نموده تا از «ترجمه» دون کیشوت فراتر رفته و خود را به حدی در آن غرق نماید تا بتواند در واقع آنرا خط به خط و با اصالت اسپانیایی قرن هفدهم «دوباره سازی» کند؛ بنابراین، «پیر مینارد» اغلب سوالات و بحث‌هایی را پیرامون ماهیت برگردان صحیح، یا در این مورد خاص، هرمنوتیک کریپتومنسیا مطرح می‌کرد.